# Église bouddhiste de la Porte du Dharma
L’Église Bouddhiste de la Porte du Dharma (en hongrois : A Tan Kapuja Buddhista Egyház) est l’une des principales organisations bouddhistes officielles de Hongrie. Elle a été fondée en mai 1991 comme organisation-cadre rassemblant plusieurs communautés et traditions bouddhistes en Hongrie,.

## Histoire
L’Église Bouddhiste de la Porte du Dharma a été fondée le 27 mai 1991 par 108 membres fondateurs représentant cinq communautés bouddhistes. L’enregistrement officiel a eu lieu durant l’été suivant. L’objectif de sa création était d’établir une institution bouddhiste pluraliste et œcuménique en Hongrie, accueillant toutes les écoles et traditions bouddhistes.
Peu après sa fondation, l’Église a créé le Collège bouddhiste de la Porte du Dharma (en hongrois : A Tan Kapuja Buddhista Főiskola), qui est devenu le premier collège bouddhiste accrédité par l’État en Europe centrale. Le collège propose des formations universitaires de licence et master en Bouddhologie et constitue une institution centrale de l’éducation bouddhiste en Hongrie.

## Organisation et activités
L’Église Bouddhiste de la Porte du Dharma fonctionne comme une organisation-cadre, unissant diverses communautés bouddhistes, dont les traditions Theravāda, Mahāyāna et Vajrayāna. L’Église est dirigée par un conseil ecclésiastique, dont les membres sont élus parmi les communautés adhérentes.
L’Église organise régulièrement des enseignements, des séances de méditation bouddhiste, des événements culturels et des fêtes, dont la Fête annuelle de Maitreya lors du solstice d’hiver.

## Collège Bouddhiste de la Porte du Dharma
Le Collège Bouddhiste de la Porte du Dharma est la branche éducative de l’Église, fondée en 1991. Le collège propose des diplômes de licence et de master reconnus par l’État en études bouddhiques. Le programme couvre l’histoire, la philosophie et la pratique des différentes traditions bouddhistes, ainsi que des philosophies orientales associées comme l’hindouisme et le taoïsme.
Le collège se distingue par son approche ouverte et non sectaire, permettant aux étudiants d’étudier et de pratiquer plusieurs traditions bouddhistes. L’institution participe également au programme Erasmus+, facilitant les échanges d’étudiants et de personnels avec des universités partenaires à travers l’Europe.

## Relations internationales
L’Église Bouddhiste de la Porte du Dharma est membre de l’Union bouddhiste européenne et collabore avec des organisations bouddhistes et des institutions éducatives à l’international. Le collège accueille régulièrement des conférences internationales et entretient des partenariats académiques avec des universités d’Europe et d’Asie.